# Weihermühle (Egling)
Weihermühle ist ein Gemeindeteil von Egling im oberbayerischen Landkreis Bad Tölz-Wolfratshausen. Die Einöde liegt am Harmatinger Weiher und ist über die Staatsstraße 2073 zu erreichen.

## Sehenswürdigkeiten
- Kapelle Mariä Heimsuchung, erbaut um 1700